# PRR5
PRR5 (англ. Proline rich 5) – білок, який кодується однойменним геном, розташованим у людей на довгому плечі 22-ї хромосоми. Довжина поліпептидного ланцюга білка становить 388 амінокислот, а молекулярна маса — 42 753.
| 10         |  | 20         |  | 30         |  | 40         |  | 50         |
| ---------- |  | ---------- |  | ---------- |  | ---------- |  | ---------- |
| MRTLRRLKFM |  | SSPSLSDLGK |  | REPAAAADER |  | GTQQRRACAN |  | ATWNSIHNGV |
| IAVFQRKGLP |  | DQELFSLNEG |  | VRQLLKTELG |  | SFFTEYLQNQ |  | LLTKGMVILR |
| DKIRFYEGQK |  | LLDSLAETWD |  | FFFSDVLPML |  | QAIFYPVQGK |  | EPSVRQLALL |
| HFRNAITLSV |  | KLEDALARAH |  | ARVPPAIVQM |  | LLVLQGVHES |  | RGVTEDYLRL |
| ETLVQKVVSP |  | YLGTYGLHSS |  | EGPFTHSCIL |  | EKRLLRRSRS |  | GDVLAKNPVV |
| RSKSYNTPLL |  | NPVQEHEAEG |  | AAAGGTSIRR |  | HSVSEMTSCP |  | EPQGFSDPPG |
| QGPTGTFRSS |  | PAPHSGPCPS |  | RLYPTTQPPE |  | QGLDPTRSSL |  | PRSSPENLVD |
| QILESVDSDS |  | EGIFIDFGRG |  | RGSGMSDLEG |  | SGGRQSVV   |  |            |

A: Аланін

C: Цистеїн

D: Аспарагінова кислота

E: Глутамінова кислота

F: Фенілаланін

G: Гліцин

H: Гістидин

I: Ізолейцин

K: Лізин

L: Лейцин

M: Метіонін

N: Аспарагін

P: Пролін

Q: Глутамін

R: Аргінін

S: Серин

T: Треонін

V: Валін

W: Триптофан

Кодований геном білок за функцією належить до фосфопротеїнів. 
Задіяний у таких біологічних процесах, як клітинний цикл, альтернативний сплайсинг. 